# 스트레스 제로
《스트레스 제로》는 한국에서 제작된 이대희 감독의 2020년 애니메이션 영화이다. 임채헌 등이 목소리 출연을 맡았다. 대한민국에서 2021년 2월 3일 개봉하였다.

## 목소리 출연
- 임채헌 : 장동석 역
- 유동균 : 고 박사 / 한준수 역
- 김승태 : 타조 / 비서실장 역
- 김사라 : 홍진이 역
- 김영진 : 천 회장 / 최장군 역
- 전숙경 : 한숙희 / 장영민 역
- 임주현 : 장영재 역

## 수상 내역
- 제2회 WAF 2022 대한민국 애니메이션 아티스트 어워드: 작품상(이임걸)[1]